# Eddie Irvine
Edmund "Eddie" Irvine, född 10 november 1965 i Newtownards i Nordirland, är en brittisk racerförare. 

## Racingkarriär
Irvine föddes i Newtownards i grevskapet Down i Nordirland och växte upp i den lilla byn Conlig. Han debuterade i formel 1 i Jordan 1993. Han tog poäng i sitt debutlopp i Japan 1993. Irvines största framgång är dock andraplatsen i Formel 1-VM 1999.
Irvine började köra racing 1983. 1987 vann han formel Ford och 1988 körde han i det Brittiska F3-mästerskapet där han slutade på femte plats. 1989 tog han steget över till formel 3000 där han körde för Pacific Racing. Han kom som bäst trea i ett lopp och slutade på en niondeplats i mästerskapet. 
1990 tog hans karriär fart när han gick över till Eddie Jordan Racing. Han vann sitt första formel 3000-lopp på Hockenheimring och slutade trea i mästerskapet. 
De tre följande åren tävlade Irvine i det japanska Formel 3000-mästerskapet där han kom sjua 1991, åtta 1992 och tvåa 1993 efter japanen Kazuyoshi Hoshino. De hade lika många poäng men Hoshino vann på fler förstaplatser under säsongen, men Irvine hade visat sin kapacitet. Irvine körde även Le Mans 24-timmars för Honda med viss framgång och satte bl.a. snabbaste varv.
Under slutet av säsongen 1993 fick Irvine göra ett inhopp i Jordan Grand Prix. Debuten skedde i Japan 1993 på Suzuka Circuit, en bana som Irvine hade goda erfarenheter ifrån. Han slutade sexa i sitt första formel 1-lopp och det placerar honom i en exklusiv skara förare som klarat bedriften att ta poäng i sitt första grand prix. Det blev ett lopp till den säsongen och nu var han etablerad inom F1, där han stannade resten av sin karriär som avslutades 2002. 
Irvine fortsatte sedan i Jordan två säsonger till men det blev endast några ströpoäng med en tredjeplats i Kanada 1995 som bästa resultat. Hans insats noterades dock av Ferrari, som inte tillhört den yttersta toppen på några år och som storsatsade inför 1996 års säsong. Förutom den regerande och tvåfaldige världsmästaren Michael Schumacher värvades Irvine som andreförare. De båda kom att bli ett mycket starkt förarpar.
Säsongen blev strulig men nu hade Ferrari kämpat sig upp till den absoluta toppen och Irvine var ständigt med och kämpade om pallplaceringar men det blev det dock bara en tredjeplats som bäst. Säsongen 1997 blev det en andraplats och fyra tredjeplatser och han slutade sjua i förarmästerskapet på 24 poäng. 1998 körde Irvine in på fem tredjeplatser och tre andraplatser vilket gav honom en fjärde plats i mästerskapet på 47 poäng. 
Säsongen 1999 kom att bli Irvines bästa i karriären. Han hade fram till dess ingen seger, men den kom i säsongspremiären i Australien 1999. Han kom tvåa i Monaco, trea i Kanada och tvåa i Storbritannien.
Schumacher skadades under det senare loppet, varefter Irvine blev stallets försteförare. Irvine vann sedan i Österrike och upprepade bedriften i Tyskland. Efter hand kom dock hans begränsningar som förare fram och trots Mika Häkkinens många misstag kunde denne hänga med i mästerskapet. Trots Irvines seger i Malaysia vann Häkkinen förarmästerskapet, två poäng före Irvine.

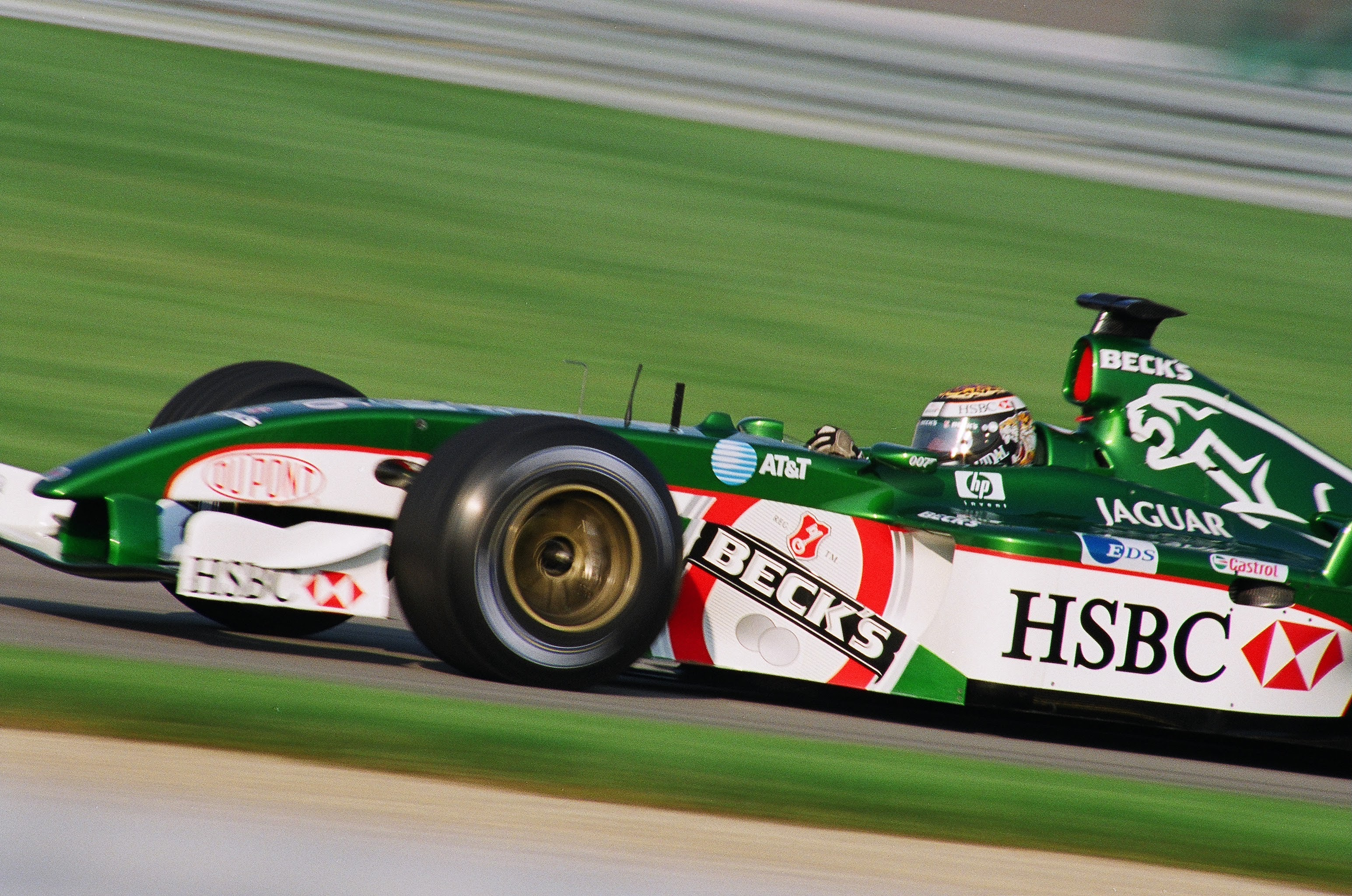
USA:s Grand Prix 2002

Efter en framgångsrik säsong ville Irvine nu byta stall, antagligen med förhoppningen att komma till ett stall som var uppbyggt runt honom på samma sätt som Ferrari kretsade runt Michael Schumacher. Han flyttade därför till det nybildade Jaguar Racing. Det blev dock tre tunga år där, med få ljuspunkter. 
Den sista ljuspunkten var hans tredjeplats på Monzabanan i Italien 2002. Eftersom Irvine var väldigt omtyckt i Italien sedan tiden i Ferrari, blev han lika hyllad som de båda hemmaförarna. Man kan se det loppet som en värdig avslutning på en stark formel 1-karriär som inte var långt ifrån att sluta med en VM-titel. 
Tidigt under sin karriär var Irvine en vild förare. Han blev bland annat omtalad efter en incident med legendaren Ayrton Senna i sitt debutlopp i Japan 1993. Senna var på väg att varva Irvine men denne försvårade omkörningen vilket föranledde att lite bråk uppstod i depån efter loppet.

## F1-karriär
| Säsong                 | Stall/Tillverkare      | Placering              | Lopp | Poäng | Etta | Tvåa | Trea | Pole | Varv |
| ---------------------- | ---------------------- | ---------------------- | ---- | ----- | ---- | ---- | ---- | ---- | ---- |
| 1993                   | Jordan-Hart            | 21                     | 2    | 1     |      |      |      |      |      |
| 1994                   | Jordan-Hart            | 16                     | 13   | 6     |      |      |      |      |      |
| 1995                   | Jordan-Peugeot         | 12                     | 17   | 10    |      |      | 1    |      |      |
| 1996                   | Ferrari                | 10                     | 16   | 11    |      |      | 1    |      |      |
| 1997                   | Ferrari                | 7                      | 17   | 24    |      | 1    | 4    |      |      |
| 1998                   | Ferrari                | 4                      | 16   | 47    |      | 3    | 5    |      |      |
| 1999                   | Ferrari                | 2                      | 16   | 74    | 4    | 2    | 3    |      | 1    |
| 2000                   | Jaguar-Cosworth        | 13                     | 17   | 4     |      |      |      |      |      |
| 2001                   | Jaguar-Cosworth        | 12                     | 17   | 6     |      |      | 1    |      |      |
| 2002                   | Jaguar-Cosworth        | 9                      | 17   | 8     |      |      | 1    |      |      |
| Sammanlagt 10 säsonger | Sammanlagt 10 säsonger | Sammanlagt 10 säsonger | 148  | 191   | 4    | 6    | 16   | 0    | 1    |

| 1. Australien 1999 2. Österrike 1999 3. Tyskland 1999 4. Malaysia 1999 |

| 1. Argentina 1997 2. Frankrike 1998 3. Italien 1998 4. Japan 1998 5. Monaco 1999 6. Storbritannien 1999 |

| 1. Kanada 1995 2. Australien 1996 3. San Marino 1997 4. Monaco 1997 5. Frankrike 1997 6. Japan 1997 7. Argentina 1998 8. San Marino 1998 9. Monaco 1998 10. Kanada 1998 11. Storbritannien 1998 12. Kanada 1999 13. Ungern 1999 14. Japan 1999 15. Monaco 2001 16. Italien 2002 |

### Snabbaste varv i F1-lopp
1. Kanada 1999

## Citat
Irvine blev också känd för sin frispråkighet och svarade gärna på reportrars frågor angående allt och alla och här följer några minnesvärda svar:
För att vara ärlig, journalister måste fylla sidor och vissa människor fyller dem bättre än andra. Ibland är det lättare att skapa en rubrik genom att skriva saker som inte är sanna och vissa människor gör så medan andra är ärliga, hårt arbetande och undersökande journalister. Det påverkar inte mig, det är stort. Jag älskar att vara i tidningarna, det gör mig mer berömd.
Det är behagligt att veta att gamla fjärtar fortfarande kan blåsa byxorna av formel 1:s unga kanoner.
Jag ger inte ett skit för vilken sång som spelas eller vilken flagga som hissas. Jag kör för mig själv och inte för någon annan.
Jag kallade honom inte för "fimp", ja sa i själva verket att han skulle sluta vara en "fimp" och bekymra sig över vad jag säger.